# Планідера руда
Планіде́ра руда (Rhytipterna holerythra) — вид горобцеподібних птахів родини тиранових (Tyrannidae). Мешкає в Мексиці, Центральній і Південній Америці.

## Опис
Довжина птаха становить 20 см, вага 40 г. Забарвлення майже повністю руде, нижня частина тіла світліша, крила темні, рудувато-коричневі. Дзьоб темний, біля основи рожевуватий або роговий. Лапи сірі.

## Підвиди
Виділяють два підвиди:
- R. h. holerythra (Sclater, PL & Salvin, 1860) — від південно-східної Мексики (Оахака, Веракрус) до північної Колумбії;
- R. h. rosenbergi (Hartert, E, 1905) — західна Колумбія (від південного Чоко до Нариньйо) і північно-західний Еквадор.

## Поширення і екологія
Руді планідери мешкають в Мексиці, Гватемалі, Белізі, Гондурасі, Нікарагуа, Коста-Риці, Панамі, Колумбії і Еквадорі. Вони живуть у вологих рівнинних тропічних лісах. Зустрічаються на висоті до 1200 м над рівнем моря. 

## Поведінка
Руді планідери зустрічаються поодинці, парами або невеликими зграйками, іноді вони приєднуються до змішаних зграй птахів. Живляться комахами, яких ловлять в польоті та на яких чатують серед рослинності, гусінню, а також плодами і насінням деяких видів рослин, зокрема Bursera simaruba і Cymbopetalum mayanum. Гніздяться в дуплах дерев, зокрема в покинутих дуплах дятлів.